# Kostel svatého Jana Křtitele (Rimavské Janovce)
Kostel svatého Jana Křtitele je románská sakrální stavba v obci Rimavské Janovce v okrese Rimavská Sobota v Banskobystrickém kraji.
Je nejvýznamnější stavební památkou v obci a posledním stojícím svědkem někdejšího benediktinského opatství.

## Historie výstavby
Nevelká obec Rimavské Janovce ležící jihovýchodně od okresního města, stranou od hlavních silnic, je známá několika historickými památkami (kurie, kostely). Z nich z historického i architektonického hlediska nejvýznamnější místo patří románskému kostelíku zasvěcenému Janu Křtiteli.
I když v současnosti stojí osamoceně na poměrně rozlehlém ohrazeném pozemku v minulosti byl součástí stavebního komplexu benediktinského kláštera.
Přesné datum založení opatství není známo; na základě výzkumu kostela se domníváme, že dobu vzniku lze datovat do období přelomu 12. a 13. století. Stejně není znám zakladatel kláštera, na majetku kterého vznikl. Archeologické nálezy ze širšího okolí obce potvrzují, že v době příchodu benediktinů do Jánoviec bylo údolí řeky Rimava poměrně hustě osídleným krajem. Je tedy pravděpodobné, že řadoví bratři nepřišli okolní kraj kolonizovat a osídlovat, ale spíše rozšiřovat církevní organizaci. Existenci opatství už na počátku 13. století dokládá i písemná zmínka z roku 1221, kde se uvádí patrocínium kostela. Klášter svatého Jana Křtitele u řeky Rimava dal v konečném důsledku jméno i obci, která v jeho blízkosti vznikla a podle listiny z roku 1427 byla celá jeho majetkem.
Zánik opatství je datován do konce 16. století a má několik příčin: především to byl všeobecný úpadek klášterů vyvolaný ekonomickou a politickou krizí země; významný podíl sehrála i postupující reformace. Bezprostřední příčinou zániku opatství byl ničivý požár, kterému padl za oběť klášter a značně byl poškozen i kostel. Známky požáru jsou dodnes patrné na severní straně kostela.
Po těchto událostech klášter zanikl a kostel zůstal opuštěný až do roku 1751, kdy byl obnoven a stal se farním kostelem obce. Pro zjevný nedostatek financí objekt postupně upadal, což vyvrcholilo propadnutím střechy a stropu lodě v roce 1857. Před neodvratnou zkázou kostel zachránila aktivita archeologa, historika a místního faráře Floriána Romera, který spolu s místními obyvateli zorganizoval sbírku po celé zemi. Z nich byla financována obnova v letech 1875 - 1876. Iniciátor obnovy F. Romer získal za své zásluhy od banskobystrického biskupa čestný titul opata z Rimavských Janoviec.

## Architektura kostela
Navzdory vzdálené době vzniku kostela, dodnes se dobře zachoval ve své hmotě spolu s množstvím detailů, přičemž současná podoba sakrální stavby je výsledkem dlouhého vývoje a několika přestaveb.
Původní funkce kostela zásadně ovlivnila jeho architektonickou podobu a vybavení. Rimavskojanovský kostel představuje běžně rozšířený typ jednolodní sakrální stavby obohacené o další prvky (např. Obloukový vlys) obvyklé u klášterních chrámů. Tento typ na současném území Slovenska reprezentují např. kostely v Bini, Bzovíku a v Klášteře pod Znievom.

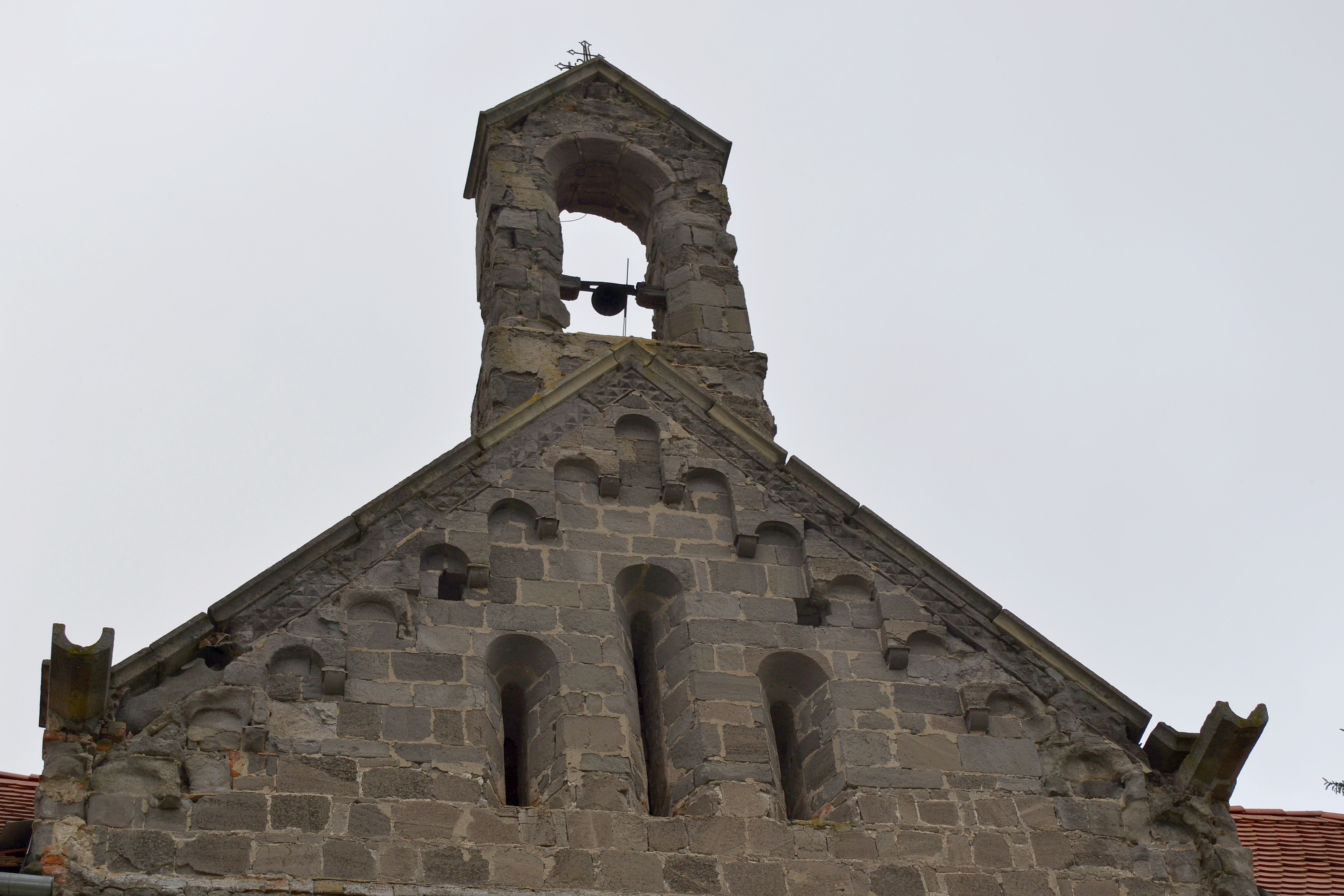
Trojúhelníkový štít s otevřenou zvoničkou nad západním průčelím

Kostel po stavební stránce charakterizuje doširoka roztažené západní průčelí a výrazná půlkruhová východní apsida. Nejvyšší částí kostela je malá otevřená zvonička nad západním průčelím. Až do 17. století průčelí dominovala dvojice věží, které však v uvedeném čase padly za oběť destrukci kostela. V sedmdesátých letech 19. století se v rámci rekonstrukce kostela uvažovalo s jejich opětovnou výstavbou, no nedostatek financí tomuto záměru zabránil.
Celé uspořádání interiéru janovského kostela odráží společnou přítomnost laiků a řádových bratří. Loď až po triumfální oblouk sloužila laikům a ve výklencích po stranách oblouku byly boční oltáře. Na východní straně za lodí je samostatně oddělen chór pro mnichy s apsidou, v níž byl umístěn hlavní oltář. Na západní straně dominovala v průčelí dvojice věží, mezi kterými se nacházela empora.
Funkci kostela se podřizuje i uspořádání portálů lodě, které zajišťovaly oddělený vstup pro mnichy a laiky. Západní, dodnes funkční (ozdobený symbolem patrona kostela), a jižní portál sloužily pro vcházení laiky, severní portál lodě a portál na severní věži vedly do klášterních budov a přes ně vstupovali do klášterního chrámu řadoví bratři.
Původní stavba je vybudována z přesně opracovaných tufových kvádrů s ojedinělým využitím cihel. Kostel nebyl zvenčí omítnutý, povrch zdiva byl upraven tzv. spárováním a pravděpodobně i vápenným nátěrem. Charakteristickým rysem architektonických detailů původní stavby je jejich jednoduchá skladba vycházející ze základních geometrických tvarů, což dokumentují římsy triumfálního oblouku, západní portál a kulaté okno nad vstupem. Z dalších stavebních detailů je možné přibližně zrekonstruovat výzdobu apsidy. Její současná podoba je dílem rekonstrukce v 19. století a přibližně odpovídá původní. Zajímavým uměleckým doplňkem interiéru je jeho dřevěný kazetový strop.
Románský Kostel svatého Jana Křtitele v obci Rimavské Janovce patří mezi nejvýznamnější sakrální stavby v Gemeru. Důležitým aspektem je jeho vliv na architektonický vývoj staveb v okolním kraji, kde podobný půdorys a některé detaily nacházíme např. na kostele v Gemerském Jablonci.